# Зворотний сексизм
Зворотний сексизм (англ. reverse sexism інколи «жіночий сексизм») — поняття, запропоноване противниками та критиками фемінізму як противаги або доповнення до поняття «сексизм», внаслідок того, що під прямим поняттям «сексизм» в сучасній соціології поступово було прийнято точку зору, щодо вживання самого терміну в значенні «дискримінація жінок» і він часто направлений проти чоловіків та їх прав, а не на рівність прав всіх представників цього соціального процесу.
У розмовній мові слово «сексизм» іноді використовується як загальне поняття, що об'єднує в собі власне «сексизм» проти жінок та «зворотний сексизм», направлений саме проти чоловіків. Такі тлумачення поняття «сексизм» також зустрічаються в деяких словникових визначеннях.

## Поняття
Зворотний сексизм часто розглядається як форма дискримінації, що виникла з фемінізму, який зайшов у своїй «боротьбі» надто далеко. Концепція була популяризована як частина реакції проти фемінізму, чиї прихильники схиляються до думки, що феміністичний рух перебудував суспільство в цілому таким чином, що тепер воно приносить більше користі жінкам і «пригнічує» чоловіків. Наприклад, письменник Девід Бенатар називає сексизм проти чоловіків «другим сексизмом», оскільки дискримінація чоловіків часто залишається непоміченою і вважається менш важливою, ніж жіноча дискримінація.
Прихильники та прибічники руху за права чоловіків розуміють під «зворотним сексизмом» шкоду правам чи дискримінацію прав, які, на їхню думку, наноситься чоловікам — наприклад, за рахунок позитивної дискримінації або подібних видів дискримінації, упередженості та соціальній стереотипності щодо чоловіків та хлопців. Також введення цього поняття може бути відповіддю на політику «позитивних дій», спрямовану на боротьбу з інституціоналізованим сексизмом, і є формою зворотного зв'язку, за допомогою якої члени деякої соціальної категорії (наприклад, чоловіки взагалі або білі чоловіки у радикальному випадку) стверджують, що вони піддаються дискримінації. У більш жорстких формах ця позиція передбачає, що історична диспропорція прав на користь чоловіків у сучасній епосі більше не застосовується, або що жінки тепер розглядаються як вища стать.
В науці проблеми та права чоловіків вивчає міждисциплінарна область досліджень чоловіків і маскулінностей, або чоловічих досліджень. Дослідження чоловіків і «чоловічого впливу» ведуться на перетині історії, антропології, соціології, літературознавства, релігієзнавства та інших дисциплін. Вони вивчають, зокрема, зміни чоловічих ролей та ідентичностей під впливом таких процесів, як зміна положення жінок і глобалізація, а також системні проблеми відносин між чоловіками і відносин чоловіків та жінок.

## Історія поняття
Перша концепція зворотного сексизму була задокументована в 1960-х роках одночасно з виходом на політичну та соціальну арену рухів фемінізму другої хвилі. Був сформований «чоловічий визвольний рух», очолюваний психологами, які стверджували, що жіночність та маскулінність — соціально сформована поведінка, а не результат генів. Визвольний рух чоловіків намагався зрівноважити дві ідеї, що чоловіки були відповідальними за гноблення жінок і водночас пригнічені суворою чоловічою гендерною роллю, що була деякою мірою вигідна жінкам.
Проте в середині 70-х років рух почав зосереджуватися виключно на пригніченні чоловіків і менше опирався на сексизмі щодо жінок. На цю зміну вплинув автор Воррен Фаррелл [Архівовано 20 жовтня 2018 у Wayback Machine.], який написав книгу "Міф про владу чоловіка". Він підкреслив, що чоловічі гендерні ролі позбавляють чоловіків бути повноцінними людьми, «забороняючи» соціуму, зокрема, розглядати їх як турботливими або емоційними.
У 1980-х рр. Почав формуватися новий рух за права людини, який зосереджувався лише на тому, як сексуальні ролі дискримінувалися проти чоловіків, а не на пригніченнях, які були покладені на обидві статі. Автор Герб Голдберг стверджував, що США є більше «матріархальним суспільством», оскільки жінки нібито мають право переступити ґендерні ролі та взяти на себе мужність та жіночі ролі, тоді, як чоловіки все ще обмежуються і обумовлюються виключно чоловічою роллю в поведінці.

## Критика
Існує розповсюджена думка експертів, науковців а також різноманітних верств населення, яка піддає сумнівам існування такого поняття, як «зворотний сексизм».
Наприклад, Стів Бірман, Нейл Коробов та Авріл Торн стверджують, що зворотний сексизм не є «значущою фразою», оскільки «хоча окремі жінки або жінки в цілому можуть вживати шкоду для певних чоловіків або для чоловіків, як групи, це робиться без підтримки суспільної системи інституційної влади». На думку професорів Озлем Сенсой та Робін ДіАнгело, зворотного сексизму не існує, тому що слово «сексизм» відноситься до «владних відносин, які є історичними та вбудованими, і ці відносини не є зворотніми» і тому, що «ті самі групи, які історично займали системну владу в США та Канаді, продовжують це робити».